# Гесем
Гесем  или Гошен (ивр. גושן‎ (Gōšen); греч. γεσαν [ˈɡesan]), ныне Тумилат — название местности Древнего Египта, отведённой Иосифом (Быт. 45:10, 46:34, 47:27) для поселения его отца Иакова (Израиля) и братьев (Исх. 1:1—5). В этом округе впоследствии каторжным трудом евреев были построены укреплённые города для запасов — Пифом и Раамсес (Исх. 1:11). Оттуда же еврейский народ покинул Египет (см. Исход).
Это помогает также узнать дату гипотетического редактирования Библии, ибо эта земля называлась Гесем в период с VII по IV века до н. э. 
Реальные события Исхода должны были предшествовать написанию и редактированию библейского рассказа примерно на 700—1000 лет.

## Библейский рассказ
Согласно Библии, израильтяне жили в Хевроне во время семилетнего голода. Египет был единственной страной — поставщиком продовольствия и израильтяне шли туда за пищей.
Во второй год голода (Быт. 45:11) визирь Египта Иосиф (возможно соправитель фараона), чьим тестем был жрец Гелиополиса (Быт. 41:45, 50), предложил израильтянам жить на территории Египта в земле Гесем (Быт. 46:34, 47:27), также названной «земля Раамсес» (Быт. 47:11). Гесем описывается как лучшие земли Египта, подходящие для сельского хозяйства. Возможно это место было несколько в стороне от Египта, ибо говорится: «вас поселили в земле Гесем. Ибо мерзость для Египтян всякий пастух овец».
После смерти Иосифа и его поколения, из-за увеличения численности израильтян и боязни египтян быть ассимилированными, израильтян лишили привилегий и поработили. Египтяне заставил их строить города-склады Пифом, Раамсес и (как добавляет Септуагинта) Гелиополис.
Моисей вывел израильтян из Египта. Первым пунктом пути был Сокхоф (Чис. 33:5), далее они останавливались в 41 местах в районе дельты Нила, последней остановкой были равнины Моава (Чис. 22:1, 33:48—50).

## Расположение
Вероятно, это были пограничные города, служившие базисом операций для фараонов, когда они предпринимали свои походы в Азию. Отсюда вытекает предположение, что округ Гесем находился в северо-восточном углу Египта, где ныне находится долина Вади-Тумилат.
Это подтверждается исследованиями Э. Навилля (1883), открывшего в Телль-эль-Маскхуте развалины укрепленного города, который, судя по географическим надписям, назывался Па-тум, или Текут (Секут, библ. Суккот он же Сокхоф). Раскопки показали, что тут действительно сделаны были приспособления для огромных запасов, так что не осталось никаких сомнений в тождестве библейского Пифома с Па-тумом.
В 1885 году Э. Навилль идентифицировал Гесен, как 20-й ном Древнего Египта, располагавшийся в восточной части дельты Нила, и известный как «Гесем» или «Кесем» при XXVI династии фараонов (672—525 до н. э.). Она охватывала на западе Вади-Тумилат, на востоке область Сокхоф с Пифомом в качестве центра, простиралась на север до руин Пер-Рамсеса («дом Рамсеса»), и включает, как пахотные земли, так и пастбища.
Д. Редфорд, не оспаривает это расположение Гесем, но дает иную этимологию названия от «Гасму» — вождей бедуинов оккупировавших восточную дельту в VII веке до н. э. Однако по мнению J.Van Seters (англ.) это маловероятно.
Основная проблема заключается в том, что общепринятая ныне датировка событий Исхода относит их середине XIII в. до н. э., а древнейшие следы пребывания евреев на территории Телль эль-Масхуты, согласно новейшим раскопкам, датируются рубежом VII—VI вв. до н. э. Такое хронологическое расхождение допускает два объяснения: либо Исх. 1:11 следует считать поздней вставкой, либо Пифом следует искать в другом месте.